# Grial (revista)
La revista Grial és una publicació trimestral en gallec editada per l'editorial Galaxia ininterrompudament des de 1963. De fet el primer número es va editar el 1951, però aviat deixà de publicar-se a causa de la forta censura del Ministeri de Cultura d'Espanya fins al 1962. El 1963 recuperà novament la seva publicació per l'editorial Galaxia de Vigo per tal de reivindicar la cultura gallega amb col·laboradors com Vicente Risco, Domingo García Sabell o Ricardo Carvalho Calero, malgrat les constants amenaces de tancament i d'expedients administratius i judicials. És un dels millors referents de les revistes culturals gallegues.
A la revista Grial apareixen treballs que obeeixen a un doble propòsit: informar sobre la realitat de Galícia, i informar i reflexionar sobre els més diversos aspectes de la cultura universal. Inicialment els directors foren Ramón Piñeiro i Francisco Fernández del Riego.